# Metropolia Cuzco
Metropolia Cuzco – metropolia rzymskokatolicka w Peru utworzona 23 maja 1943 roku.

## Diecezje wchodzące w skład metropolii
- Archidiecezja Cuzco
  - Diecezja Abancay
  - Prałatura terytorialna Chuquibambilla
  - Diecezja Sicuani

## Biskupi
- Metropolita: abp Richard Daniel Alarcón Urrutia (od 2014) (Cuzco)
- Sufragan: bp Isidro Sala Ribera (od 1992) (Abancay)
- Sufragan: prałat Domenico Berni Leonardi (od 1989) (Chuquibambilla)
- Sufragan: bp Pedro Alberto Bustamante López (od 2020) (Sicuani)

## Główne świątynie metropolii
- Katedra Matki Bożej Wniebowziętej w Cuzco
- Bazylika Matki Boskiej Miłosiernej w Cuzco
- Katedra Matki Boskiej Różańcowej w Abancay
- Katedra św. Piotra w Chuquibambilla
- Katedra Matki Boskiej z Góry Karmel w Sicuania